# Народни музеј у Пожаревцу
Народни музеј у Пожаревцу је основан 1895. године. То је музеј  комплексног типа са: археолошком историјском, етнолошком и збирком историје уметности . Више од једног века бави се чувањем културно-историјске баштине Браничева.

## Историја
Оснивање Музеја при Пожаревачкој гимназији започето је 1893. године заузимањем професора Луке Јевремовића који је покренуо, уз помоћ ученика, ђачких родитеља и грађана,сакупљање предмета за музејску збирку.
Легални, у правом смислу рад, Музеј је започео са доношењем и потврђивањем Правила Музеја из 1896. године. Тадашњи министар просвете и црквених дела, Љубомир Ковачевић, одобрио је оснивање Музеја потврдом ПРАВИЛА МУЗЕЈА, 3. фебруара 1896. године.
Музеј је те 1896. године у својим збиркама имао сакупљених преко 350 предмета, пре свега нумизматике, али и других. Одмах по оснивању Музеја за чувара (кустоса) одређен је Лука Јевремовић, који је ту дужност вршио пуних десет година. Основни задатак, због којег је музеј и био основан, почео је да се остварује: чување и истраживање старина, пре свега у Пожаревачком округу. Априла 1907. Музеј је отворио и сталну музејску поставку у посебној просторији гимназије.
У Првом светском рату пропао је највећи број музејских предмета иако је извршена евакуација, а оно што је остало развукли су бугарски окупатори. Током Другог светског рата (1941-1945) Музеј је све време рата постојао и радио под именом Браничевски музеј. По ослобођењу, септембра 1947. године Музеј је свечано и званично отворен за публику поводом Вуковог јубилеја. Никола Бошковић, пензионисани професор био је постављен за управника.
Током осамдесетих и деведесетих година 20. века, уметнички и историјски вредни предмети су више пута пљачкани, од чега део никада није пронађен.
Пређени пут од 125 година, од гимназијског, преко Браничевског, Окружног, Градског до Народног музеја данас, био је изузетно динамичан (истраживање и сакупљање предмета, излагање и документација, као и сукцесивна конзервација музејских предмета), сведочи о богатој културној баштини овог краја, Браничевског округа.
Данас, Народни музеј у Пожаревцу је подручни музеј, са 50.000 предмета у осам збирки и седам објеката на пет локација.

## Објекти музеја
- главна зграда у улици Воје Дулића има сталну поставку археолошких предмета. Простире се на површини од 565 m². Посебно место заузимају фреске са осликаних гробова из Виминацијума и грб Виминацијума, остава сребрног накита из села Баре, као и предмети израђени од свих врста метала. У дворишту главне зграде налази се лапидаријумом, скулптуре, надгробне стеле, саркофазима.
- Легат Миодрага Марковића излаже уметничке слике на сталној поставци. Заступљено више од 20 уметника, међу којима Јован Бијелић, Милан Коњовић, Зора Петровић, Љубица Сокић, Пеђа Милосављевић и др.[3]
- Музеј културне историје у Немањиној улици, је грађанска кући, са етнолошком поставком грађанске културе с краја 19. и почетка 20. века. Простире се на 380
- Кућа фонда Петра Добрњца са историјском збирком: Пожаревачки мир, Први и Други српски устанак). Простире се на 100
- Етно парк на брду Тулба је изложба на отвореном са објектима народног градитељства из 18. и 19. века: окућница, бунар са витлом, кућа брвнара (село Мелница), кућа разбијеног типа места (село Макце код Петровца) из осамдесетих година 19. века. У непосредној близини изграђен је и Царски шатор, налик ономе у коме је 21. јула 1718. године потписан Пожаревачки мир.[4]

## Галерија
- Римски саркофаг испред улаза у музеј
- Римска уљана бронзана лампа
- Дечија римска играчка у облику коњића
- Реконструкција келтског ратника
- Римска уљана лампа у облику главе Сатира
- Римска позоришна трагична маска
- Римски заветни натпис посвећен Јупитеру, уклесан у стену испод Рамске тврђаве на Дунаву
- Римска опека са прстом уписаним првим словима абецедет
- Римски накит из Виминацијума
- Римски коштани предмети из Вминацијума
- Делимична реконструкција станишта културе Лепенског вира
- Керамичке посуде бронзаног доба из села Дрмна
- Римски надгробни споменик ветерана  1. македонске легије
- Римски бронзани поклопац за крчаг, са представом бога Диониса
- Римска фреска са представом даме - Дивина из Виминацијума
- Део сталне музејске поставке
- Римски надгробни споменик  ветерана
- Римски златан накит из Виминацијума
- Грб Римског града Виминацијума
- Римске подне опеке
- Римска дечија играчка у облику овна
- Клепсидра, римски водени сат из Виминацијума
- Реконструисана седећа статуа цара Каринуса из Маргума
- Фреска из ранохришћанске гробнице из Виминацијума, са представом коњаника
- Керамичка посуда винчанске културе са неолитског локалитета Беловоде
- Керамички пехар бронзаног доба
- Копија статуете кличевачког идола
- Фреска из ранохришћанске гробнице из Виминацијума, са представом раја
- Фреска из ранохришћанске гробнице из Виминацијума, са представом коњаника
- Медицински прибор из гроба лекара са Виминацијума
- Фрагментована статуа мушкарца (тип Palliatus)
- Керамички пехари раног бронзаног доба из села Дрмна
- Римски сребрни медаљон са камејом
- Фреска из ранохришћанске гробнице из Виминацијума, са представом раја
- Скулптура Херкулане на улазу у Музеј
- Копија скулптуре римске даме
- Римска огрлица
- Римски накит - Виминацијум
- Римски златни накит
- Христов монограм
- Римски стуб - Виминацијум
- Римска кованица